# 金平鹅掌柴
金平鹅掌柴（学名：Schefflera chinpingensis）为五加科鹅掌柴属的植物，为中国的特有植物。分布于中国大陆的云南等地，生长于海拔500米的地区，常生长在潮湿疏林下或阳坡路旁，目前尚未由人工引种栽培。

## 名称
其学名Schefflera chinpingensis中的种加词chinpingensis意为“金平县的”，由植物学家曾沧江及何景命名。